# Licia Macchini
Licia Macchini (Lodi, 11 de julho de 1930 - Pieve Porto Morone, 29 de novembro de 2018) foi uma ginasta italiana. Representou a Itália em duas edições das Olimpíadas, na de 1948 e de 1952.

## Biografia
Licia Macchini nasceu em Lodi, comuna italiana localizada na província de Lodi, no ano de 1930. Ainda em sua cidade natal, começou a treinar ginástica no AS Ginnastica Fanfulla, centro de treinamento local.
Após o destaque nos treinamentos, integrou o selecionado italiano que participou dos Jogos Olímpicos de Verão de 1948, realizado em Londres, na Inglaterra. Na edição participou juntamente com as atletas Laura Micheli, Elena Santoni, Vanda Nuti, Lilia Torriani, Renata Bianchi, Norma Icardi e Luciana Pezzoni, onde disputaram a categoria por equipe, conquistando o oitavo lugar para a Itália.
Apesar da atuação frustrada nas Olimpíadas britânicas, Licia participou do Campeonato Mundial de Ginástica Artística de 1950, realizados em Roma, na Itália. Individualmente, garantiu a medalha de bronze para a Itália, na categoria de trave olímpica, sendo superada apenas pela polonesa Helena Rakoczy e a também italiana Marja Nutti. Mesmo com o resultado adverso em 1948, a equipe italiana garantiu a medalha de bronze na categoria por equipe com as atletas Renata Bianchi, Laura Micheli, Anna Monlarini, Wanda Nuti, Elena Santoni, Liliana Scaricabarozzi e Liliana Torriani, sendo superadas apenas pela equipe Suécia e da França. No mesmo ano, Macchini conquistou a medalha de ouro no individual geral do  Campeonato Italiano de Ginástica Artística, realizado em Milão.
Com as duas medalhas de bronze no Campeonato Mundial, Licia participou pela segunda vez dos Jogos Olímpicos, nessa vez na edição de 1952, realizados em Helsínquia na Finlândia. No individual geral, ficou em trigésimo sexto lugar. Na trave olímpica, ficou em sexagésimo sextou lugar, empatando com o a finlandesa Raili Hoviniemi e a sueca Ingrid Sandahl. Nas paralelas assimétricas, empatou com a francesa Jeannette Vogelbacher e a alemã Hanna Grages, no trigésimo primeiro lugar. Na mesa, alcançou o décima quarto lugar, empatando com a sueca Ann-Sofi Pettersson. Nessa mesma edição, ainda participou de esportes por equipe, como a categoria por equipe, juntamente com as atletas Lidia Pitteri, Miranda Cicognani, Liliana Scaricabarozzi, Grazia Bozzo, Luciana Reali, Elisabetta Durelli e Renata Bianchi, onde conquistaram a sexta posição, duas posições acima da anterior em Londres. Na categoria de aparelhos portáteis por equipe, o selecionado italiano alcançou o décimo lugar.

### Morte
Licia Macchini morreu aos oitenta e oito anos em Pieve Porto Morone, na província de Pavia, em 29 de novembro de 2018.